# Università Sogang
L'Università Sogang (서강대학교?, 西|江|大|學|校?, SeogangdaehaggyoLR) è una delle principali università di ricerca e arti liberali di Seul, nella Corea del Sud.
L'università fu fondata nel 1960 dalla Compagnia di Gesù per fornire un'istruzione basata sui principi religiosi cattolici e ispirata alla filosofia educativa dei gesuiti, secondo il modello di altri consimili istituti, come l'Università di Georgetown negli Stati Uniti e la Sophia University in Giappone.
Oltre a impartire una formazione universitaria, l'Università Songang insegna il coreano per gli stranieri tramite il suo centro linguistico, il Korean Language Education Center, con studenti che si iscrivono da tutto il mondo.

## Storia

### Inizi e primi anni (1948-1959)
Per iniziativa della Gerarchia cattolica coreana, Papa Pio XII assicurò che un'istituzione cattolica di studi superiori sarebbe stata fondata in Corea. Successivamente, diede tale compito alla Compagnia di Gesù e nel settembre del 1948 Padre Theodor Geppert, S.I., della Sophia University di Tokyo venne in Corea e cominciò a cercare un sito adatto allo scopo, per stabilirvi un collegio gesuita coreano. In ottobre 1954 P. Leo Burns, S.I., Superiore della Provincia di Wisconsin giunse in Corea e insieme alla locale Gerarchia cattolica, si accordò col Governo coreano per istituire il collegio. In febbraio 1955, La Compagnia di Gesù acquistò una proprietà di 67075 pyong (217323 m², 53 acri) a Nogo San, nel quartiere di Sinsu-dong, a Mapo-gu (Seul). Nel gennaio 1957 si iniziarono i lavori per la costruzione dell'edificio amministrativo, che fu completato nel novembre del 1959.

### Fondazione del Collegio Sogang
I padri fondatori decisero di chiamare il collegio "Sogang" (la parte ovest del fiume Han). La Carta del Sogang College è stata concessa dal Ministero della Pubblica Istruzione coreano. P. Kenneth E. Killoren, S.I. fu nominato primo Presidente del collegio. In febbraio 1960, il Sogang College inaugurò sei dipartimenti di facoltà (economia, lingua e letteratura inglesi, storia, matematica, filosofia e fisica). Di 600 candidati, 166 furono ammessi nella prima mandata del Sogang College. I corsi iniziarono il 18 aprile 1960, appena un giorno prima della Rivoluzione di Aprile. Nello stesso mese, una Carta Universitaria fu approvata dal Ministero della Pubblica Istruzione e il collegio diventò università a pieno titolo, con un Collegio di arti liberali comprendente sei dipartimenti, il Collegio di Scienze e Ingegneria con cinque dipartimenti, e il Collegio di Economia & Commercio con tre dipartimenti, costituiti nel dicembre 1969.

### Crescita dell'Università
In marzo 1970, l'inaugurazione dell'Università Sogang e la presa in carico del Presidente si svolse nell'aula Mary Hall, con P. John P. Daly, S.I., quale primo presidente, che sottolineò "una formazione basata sulla fede e la ragione". Il 7 aprile 1970, il Presidente della Corea del Sud, Park Chung-hee, donò due autobus per assistere nel trasporto degli impiegati e dei membri delle facoltà. In seguito, a causa di difficoltà di gestione, gli autobus dovettero esser venduti. Con l'avvio di Sogang quale università completa, ci fu un aumento di studenti e la Biblioteca, che si era spostata nella Sala Ricci, divenne estremamente congestionata dal gran numero di utenti, cosicché si avvertì un'urgente necessità di creare un edificio indipendente per la biblioteca stessa. La costruzione di tale edificio iniziò nel gennaio 1973, presso l'ala nord del Campo Sportivo, venendo completata nel dicembre dello stesso anno.

### Sviluppo e espansione
Il 24 aprile 1985 è stata commemorato il 25º anniversario di Sogang, con ospite della cerimonia Padre Geppert, uno dei primi gesuiti arrivati in Corea e riconosciuto come il fondatore dell'università.
Nel maggio 1981, il Premio Nobel per la Pace, Madre Teresa, ha visitato Sogang e tenuto due lezioni, una nell'Auditorium e l'altra nel campo di pallacanestro; in tali lezioni, Madre Teresa ha lanciato un appello affinché tutti pratichino l'amore vero. Nel 1984 la Chiesa Cattolica Coreana ha celebrato il proprio bicentenario, con la visita in Corea di Papa Giovanni Paolo II il 5 maggio 1984. Il papa ha visitato Sogang per incontrare nella sala del Gymnasium i membri degli ordini religiosi, i fratelli, le suore e i sacerdoti, mentre ha salutato nell'Auditorium gli studiosi e accademici coreani.
Un'occasione carica di significati è stata la Commemorazione del 30º Anniversario, con la scopertura dell'Albatro, una statua che rappresenta un albatro con le ali spiegate in volo – simbolo di raggiunte altezze intellettive – realizzata con i donativi dell'Associazione Alumni e presentata durante una cerimonia il 17 aprile 1990. Altre novità del decennio sono state la ristrutturazione dell'entrata principale, con l'Albatro posizionato di fronte; il campo giochi è stato rinominato Cheongnyeon Gwanjang (Piazza della Gioventù) e rinnovato. Nuove costruzioni sono state completate, con la necessità di ampliare il parcheggio macchine con un parcheggio sotterraneo sotto la piazza dell'Albatro. Nel novembre 1997, dopo il completamento di tale parcheggio, sono stati costruiti palchi e complessi teatrali sopra la sua struttura, da usarsi durante i vari eventi culturali e il Campus Festival annuale.

## Il simbolo universitario
Il rosso cardinale, che è anche il colore goliardico di Sogan, simboleggia l'amore, lo spirito santo, il martirio, la fedeltà e la vittoria. Lo scudo rosso, che è stemma e logo della Sogang University, nella blasonatura del campo riporta un gallone d'argento e rappresenta la prima lettera in coreano 'ㅅ' di 서강(Sogang), a raffigurare lo spirito intellettuale di Sogang e una Torre d'avorio. Lo IHS raffigurato nello stemma proviene dalle prime lettere del nome greco Ιησους (ΙΗΣΟΥΣ) di Gesù e si trova anche sul sigillo della Compagnia di Gesù, l'Ordine cattolico che ha fondato l'università. La corona medievale sovrastata dal gallone, rappresenta Santa Maria Vergine e la Trinità, a significare la sapienza.